# Interstate 99
Pour les articles homonymes, voir I99 et Route 99.
L'Interstate 99 (I-99) est une autoroute composée de deux segments. Le premier segment se situe dans le centre de la Pennsylvanie et l'autre est dans le sud de l'État de New York. Le terminus sud se situe à la sortie exit 146 de l'I-70 / I-76 (Pennsylvania Turnpike) au nord de Bedford, où la route continue au sud comme US 220. Le terminus nord du segment en Pennsylvanie est près de la sortie 161 de l'I-80 près de Bellefonte.
Le segment de l'État de New York suit la US 15 depuis la frontière avec la Pennsylvanie jusqu'à un échangeur avec l'I-86 à Corning. En Pennsylvanie, l'I-99 passe par Altoona et State College et est entièrement en multiplex avec la US 220. Les plans prévoient de relier les deux segments de l'I-99 via des sections de l'I-80, de la US 220 et de la US 15 en Pennsylvanie.
L'I-99 enfreint les règles de numérotation des autoroutes. Normalement, l'I-99 devrait être à l'est de l'I-97, mais elle se trouve plutôt à l'est de l'I-79 et à l'ouest de l'I-81.

## Description du tracé
|       | mi    | km     |
| ----- | ----- | ------ |
| PA    | 85,74 | 137,99 |
| NY    | 12,60 | 20,28  |
| Total | 98,34 | 158,26 |

### Pennsylvanie
L'I-99 débute à un échangeur indirect avec la US 220 et l'I-70 / I-76 (Pennsylvania Turnpike) au nord de Bedford. Elle débute en multiplex avec la US 220, laquelle continue au sud vers le Maryland. L'accès à l'I-70 / I-76 est possible via un court segment de la US 220 Bus. L'autoroute se dirige vers le nord dans un secteur rural du comté de Bedford. La première zone urbaine qu'elle rencontre est celle autour d'Altoona, composée des communautés de Duncansville, Hollidaysburg et Altoona.

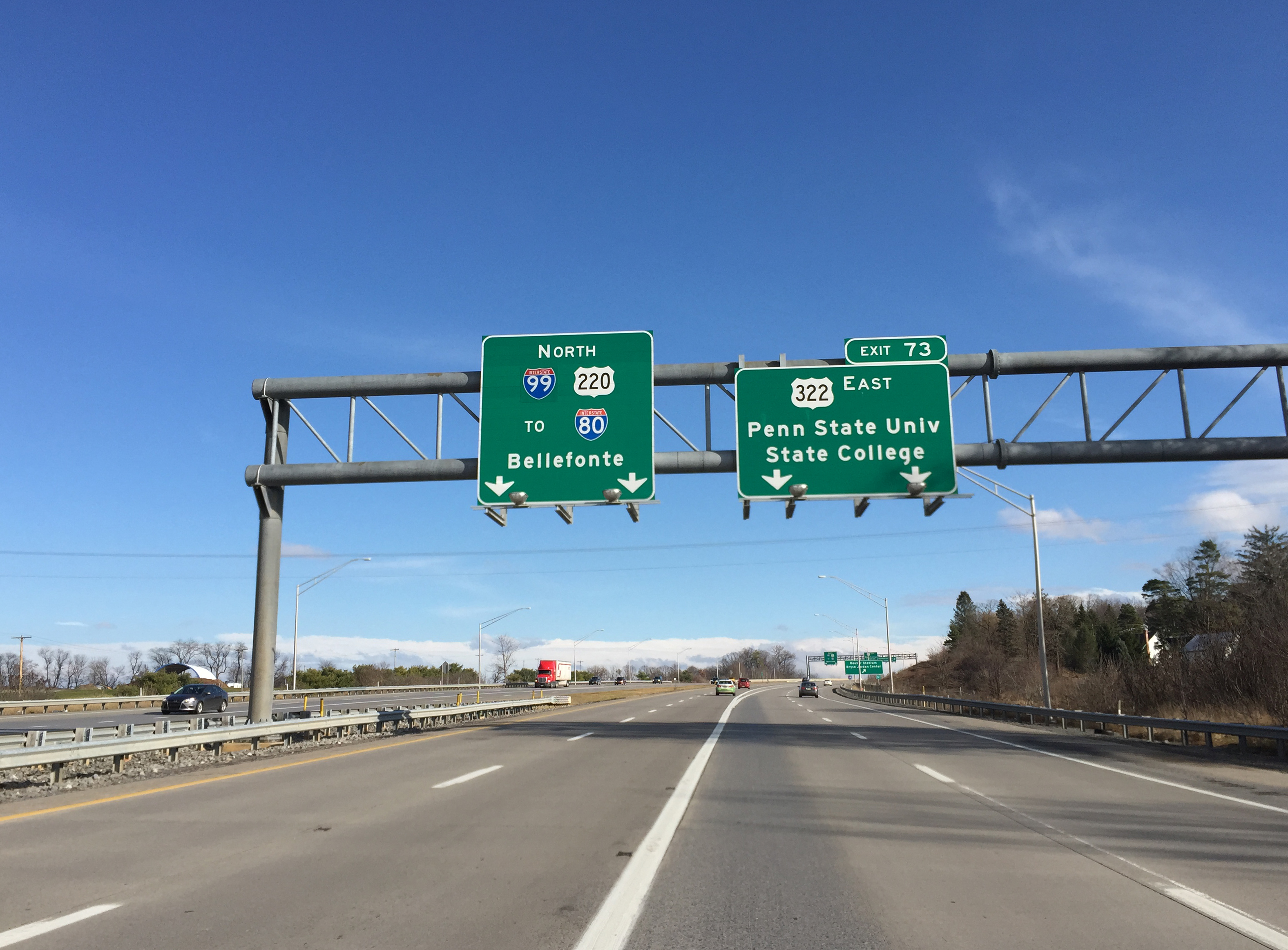
I-99 à l'échangeur pour la US 322 à State College

À Altoona, l'I-99 bifurque légèrement pour s'orienter vers le nord-est. Elle rejoint Tyrone, puis, State College. Elle forme un multiplex avec la US 322 de Port Matilda à State College. Lorsque la US 322 quitte le multiplex, l'I-99 bifurque vers le nord-nord-est jusqu'à l'I-80.
Un peu avant la jonction avec l'I-80, l'I-99 passe d'autoroute à quatre voies séparées par un terre-plein à une route à quatre voies avec intersections à niveau pour finir par n'être qu'une route à deux voies. L'I-99 en tant que telle n'est pas directement reliée à l'I-80. À partir de là, le segment en Pennsylvanie de l'I-99 prend fin. Les automobilistes peuvent emprunter l'I-80 / US 220 est, quitter l'I-80 en suivant toujours la US 220 est près de Mackeyville jusqu'à Williamsport. À cet endroit, il faut emprunter la US 15 nord jusqu'à la frontière avec l'État de New York. La portion US 220 / US 15 est partiellement complétée aux normes autoroutières, alors que certaines intersections à niveau doivent être corrigées.

### New York
Le segment nord de l'I-99 est entièrement en multiplex avec la US 15. Il débute à la frontière avec la Pennsylvanie au nord de Lawrenceville. Elle se dirige vers le nord jusqu'à Painted Post où elle prend fin à la jonction avec l'I-86.

## Liste des sorties

### Pennsylvanie
| Interstate 99 |                         |       |        |        | | |
| Comté | Municipalité            | mi    | km     | Sortie | Intersections / Destinations                                                                              | Notes |
| Bedford | Bedford Township        | 0,00  | 0,00   | 1      | I-70 Toll / I-76 Toll / Pennsylvania Turnpike – Pittsburgh, Harrisburg US 220 sud vers US 30 – Cumberland | Terminus sud du multiplex avec US 220; la route continue au sud comme US 220; connexion indirecte à la sortie 176 de l'I-70 / I-76 |
| Bedford | Bedford Township        | 2,89  | 4,65   | 3      | PA 56 (en) – Johnstown, Cessna                                                                            | |
| Bedford | East St. Clair Township | 6,60  | 10,62  | 7      | PA 869 (en) – Saint Clairsville, Osterburg                                                                | |
| Bedford | King Township           | 10,11 | 16,27  | 10     | Blue Knob State Park                                                                                      | |
| Blair | Greenfield Township     | 14,90 | 23,98  | 15     | Claysburg, King                                                                                           | |
| Blair | Freedom Township        | 22,80 | 36,69  | 23     | PA 36 (en) / PA 164 (en) vers US 22 est – Roaring Spring, Portage, Hollidaysburg                          | |
| Blair | Allegheny Township      | 28,05 | 45,13  | 28     | US 22 – Ebensburg, Hollidaysburg                                                                          | |
| Blair | Logan Township          | 30,51 | 49,10  | 31     | Plank Road                                                                                                | |
| Blair | Logan Township          | 31,80 | 51,18  | 32     | Vers PA 36 (en) (Frankstown Road)                                                                         | |
| Blair | Logan Township          | 32,92 | 52,98  | 33     | 17th Street                                                                                               | |
| Blair | Antis Township          | 38,52 | 61,99  | 39     | PA 764 (en) sud – Pinecroft                                                                               | |
| Blair | Antis Township          | 41,19 | 66,29  | 41     | PA 865 (en) nord – Bellwood                                                                               | |
| Blair | Antis Township          | 45,00 | 72,43  | 45     | Tipton, Grazierville                                                                                      | |
| Blair | Tyrone                  | 47,53 | 76,49  | 48     | PA 453 (en) – Tyrone                                                                                      | |
| Blair | Snyder Township         | 51,59 | 83,03  | 52     | PA 350 (en) – Bald Eagle, Philipsburg                                                                     | |
| Centre | Worth Township          | 61,44 | 98,87  | 61     | Port Matilda                                                                                              | |
| Centre | Worth Township          | 62,24 | 100,17 | 62     | US 322 ouest – Philipsburg                                                                                | Terminus sud du multiplex avec US 322; sortie direction sud, entrée direction nord                                                 |
| Centre | Patton Township         | 68,99 | 111,03 | 68     | Grays Wood, Waddle                                                                                        | |
| Centre | Patton Township         | 69,71 | 112,18 | 69     | US 322 Bus. est (Atherton Street)                                                                         | Sortie direction nord, entrée direction sud                                                                                        |
| Centre | Patton Township         | 70,20 | 112,98 | 69     | Valley Vista Drive – Park Forest                                                                          | Sortie direction sud, entrée direction nord                                                                                        |
| Centre | Patton Township         | 71,12 | 114,46 | 71     | Toftrees, Woodycrest                                                                                      | |
| Centre | College Township        | 73,94 | 119,00 | 73     | US 322 est – State College, Lewistown                                                                     | Terminus nord du multiplex avec US 322                                                                                             |
| Centre | College Township        | 75,07 | 120,81 | 74     | Innovation Park, Penn State University                                                                    | |
| Centre | Benner Township         | 76,48 | 123,09 | 76     | Shiloh Road                                                                                               | |
| Centre | Benner Township         | 78,99 | 127,12 | 78     | PA 150 (en) – Bellefonte                                                                                  | Indiqué sortie 78A (sud) et 78B (nord)                                                                                             |
| Centre | Spring Township         | 81,23 | 130,73 | 80     | Harrison Road                                                                                             | Sortie direction nord, entrée direction sud                                                                                        |
| Centre | Spring Township         | 81,73 | 131,53 | 81     | PA 26 (en) sud vers PA 64 (en) – Pleasant Gap                                                             | Terminus sud du multiplex avec PA 26                                                                                               |
| Centre | Spring Township         | 83,61 | 134,55 | 83     | PA 550 (en) – Bellefonte, Zion                                                                            | |
| Centre | Spring Township         | 85,78 | 138,05 |        | Musser Lane US 220 nord / PA 26 (en) nord                                                                 | Fin temporaire de l'I-99 à Musser Lane; la route continue comme US 220                                                             |
| Section manquante; les automobilistes doivent emprunter l'I-80 / US 220 est, la US 220 est et la US 15 nord sur 111 miles (179 km), où l'I-99 reprend |                         |       |        |        | | |
| - Terminus de multiplex - Accès incomplet |                         |       |        |        | | |

### New York
| Interstate 99                             |              |       |       |        |                                                                                       |                                                            |
| Comté                                     | Municipalité | mi    | km    | Sortie | Intersections / Destinations                                                          | Notes                                                      |
| Steuben                                   | Lindley      | 0,00  | 0,00  |        | US 15 sud – Mansfield                                                                 | Terminus sud du multiplex avec US 15                       |
| Steuben                                   | Lindley      | 6,36  | 10,24 | 6      | CR-5 – Presho                                                                         |                                                            |
| Steuben                                   | Erwin        | 8,16  | 13,13 | 8      | NY 417 (en) – Erwin, Addison                                                          |                                                            |
| Steuben                                   | Erwin        | 11,12 | 17,90 | 11     | NY 417 (en) – Gang Mills                                                              |                                                            |
| Steuben                                   | Erwin        | 11,69 | 18,81 | 12     | Robert Dann Drive                                                                     | Sortie direction sud, entrée direction nord                |
| Steuben                                   | Erwin        | 12,10 | 19,47 | 12     | I-86 ouest / NY 17 (en) ouest / Southern Tier Expressway ouest – Jamestown, Rochester | Sortie 44 de l'I-86                                        |
| Steuben                                   | Erwin        | 12,68 | 20,41 | 13A    | I-86 est / NY 17 (en) est / Southern Tier Expressway est – Binghamton, Corning        | Terminus nord du multiplex avec US 15; sortie 44 de l'I-86 |
| Steuben                                   | Erwin        | 13,08 | 21,05 | 13B    | NY 352 (en) – Riverside, Centre-ville de Corning                                      | Sortie direction nord, entrée direction sud                |
| - Terminus de multiplex - Accès incomplet |              |       |       |        |                                                                                       |                                                            |